# クラブ・ノクターン
クラブ・ノクターン（Club Nocturne）は、アメリカのフュージョン・グループ、イエロージャケッツがワーナー・ブラザース・レコードより1998年に発売したスタジオ・アルバム。
このアルバムを最後にレーベルをワーナー・ブラザースからヘッズ・アップへ移籍した。ドラマーのウィリアム・ケネディもこのアルバムを最後に一時グループから離れる。
このアルバムの作成理由はラッセル・フェランテが男性のファンとホームページ上でやり取りをしていたところをみていた彼の妻が「男性のファンが多いみたいだから、女性にも楽しんでもらえるような音楽を演奏してみては」とつぶやいたことから、ソフトでムーディーな作風に仕上がったという。
ゲスト・ボーカルとして、カート・エリングが「Up from New Orleans」と「All Is Quiet」に、ブレンダ・ラッセルが「Love and Paris Rain」に、ジョナサン・バトラーがリチャード・ペイジ（ミスター・ミスター）作曲による「Even the Pain」に参加している。国内盤のボーナス・トラックにジノ・ヴァネリがゲスト参加しており、自身のヒット曲「Living Inside Myself」をセルフ・カバーしている。

## トラック・リスト
| #         | タイトル                   | 作詞・作曲                 | 時間  |
| --------- | -------------------------- | -------------------------- | ----- |
| 1.        | 「"Spirit of the West"」   | Ferrante                   | 5:07  |
| 2.        | 「"Stick_to_it_ive_ness"」 | Ferrante                   | 5:32  |
| 3.        | 「"Up from New Orleans"」  | Mintzer                    | 5:34  |
| 4.        | 「"The Evening News"」     | Ferrante, Kennedy, Mintzer | 4:16  |
| 5.        | 「"Even the Pain"」        | Richard Page               | 5:24  |
| 6.        | 「"Love and Paris Rain"」  | Ferrante, Kennedy, Russell | 5:06  |
| 7.        | 「"The Village Church"」   | Ferrante                   | 4:50  |
| 8.        | 「"Twilight for Nancy"」   | Ferrante, Haslip           | 5:25  |
| 9.        | 「"Automat"」              | Ferrante, Haslip           | 6:58  |
| 10.       | 「"All Is Quiet"」         | Mintzer, Elling            | 5:45  |
| 合計時間: | 合計時間:                  | 合計時間:                  | 53:57 |

| #   | タイトル                   | 作詞・作曲 | 時間 |
| --- | -------------------------- | ---------- | ---- |
| 11. | 「"Living Inside Myself"」 | Vannelli   | 5:45 |

## パーソネル
- ラッセル・フェランテ (Russell Ferrante) - ピアノ、キーボード
- ジミー・ハスリップ (Jimmy Haslip) - エレクトリックベース
- ウィリアム・ケネディ (William Kennedy) - ドラムス
- ボブ・ミンツァー (Bob Mintzer) - テナー&ソプラノ・サクソフォーン

ゲスト・ミュージシャン
- ジョナサン・バトラー (Jonathan Butler) - ボーカル (5)、バック・ボーカル (5)
- カート・エリング (Kurt Elling) - ボーカル (3、10)
- James Harrah - ギター (6)
- Munyungo Jackson - パーカッション (5)
- リチャード・ペイジ (Richard Page) - バック・ボーカル (5)
- ブレンダ・ラッセル (Brenda Russell) - ボーカル (6)